# Zdeněk Petráň
MUDr. Zdeněk Petráň (* 29. června 1953 Jičín) je český lékař a numismatik. Pracuje jako vedoucí oddělení endoskopických metod ve zdravotnickém zařízení Centromed-Poliklinika Budějovická v Praze a od roku 1990 zároveň pracuje jako numismatik v Českém muzeu stříbra v Kutné Hoře.

## Publikace
- Mince císařského Říma : sběratelská příručka. Praha : Česká numismatická společnost, 1993. 215 s. (spoluautor Jiří Fridrichovský)
- Encyklopedie české numismatiky. Praha : Libri, 1996. 349 s. ISBN 80-85983-09-5. (spoluautor Pavel Radoměrský)
- První české mince. Praha : Set out, 1998. 239 s. ISBN 80-86277-01-1.
- Ilustrovaná encyklopedie české, moravské a slezské numismatiky. Praha : Libri, 2001. 310 s. ISBN 80-7277-067-5. (spoluautor Pavel Radoměrský). 3. vyd. Praha : Libri, 2010. 310 s. ISBN 978-80-7277-411-1.
- Mince ražené ve Vlašském dvoře. Kutná Hora : Město Kutná Hora, 2002. 20 s. ISBN 80-239-4407-X. (angl. Coins struck in Kutná Hora. Kutná Hora : Město Kutná Hora, 2002. 20 s. ISBN 80-239-4406-1.)
- Slavníkovci : mýtus českého dějepisectví. Praha : Libri, 2004. 173 s. ISBN 80-7277-170-1. (spoluautor Michal Lutovský). 2. vyd. Praha : Libri, 2005. 173 s. ISBN 80-7277-291-0.
- Encyklopedie římských císařů a císařoven z pohledu jejich mincí. Praha : Libri, 2008. 365 s. ISBN 978-80-7277-267-4.